# Denis Meyrignac
Denis Meyrignac war ein französischer Hersteller von Automobilen.

## Unternehmensgeschichte
Denis Meyrignac gründete 1977 in Paris das Unternehmen, das seinen Namen trug, und begann mit der Produktion von Automobilen. Der Markenname lautete Meyrignac. Die Stückzahlen blieben gering. Etwa 1982 oder etwa 1984 endete die Produktion.

## Fahrzeuge
Das einzige Modell war ein Sportwagen, vorgestellt 1977 auf dem Genfer Auto-Salon. Das Fahrgestell kam vom Alpine A 310. Der Motor war im Heck montiert. Zur Wahl standen ein Vierzylindermotor mit 1600 cm³ Hubraum und 95 PS Leistung sowie ein V6-Motor mit 2700 cm³ Hubraum und 150 PS Leistung. Das Getriebe verfügte über fünf Gänge. Besonderheit war das Fehlen von Türen. Stattdessen wurde das Dach samt Front- und Seitenscheiben nach vorne geklappt.